# Good Times/Bad Times
Good Times/Bad Times är Astreams tredje och sista studioalbum, utgivet 2000 på Bad Taste Records.

## Låtlista
1. "Downfall"
2. "Tearing on the Soul"
3. "Hard to Lose a Friend"
4. "Failure to Thrive"
5. "A Child Inside"
6. "Weak Spot"
7. "At the Movies"
8. "Reactionary Punk"
9. "Talkin' Devil Worship Blues"
10. "Soap"
11. "The Hammer Comes Down"
12. "Human Workshop"
13. "Untitled"
14. "Untitled"

### Fotnoter
1. ↑  ”Good Times/Bad Times”. Discogs.com. http://www.discogs.com/Astream-Good-Times-Bad-Times/release/3007237. Läst 4 januari 2012.